# Руберль, Карл
Карл Август Руберль (нем. Karl August Ruberl; 3 октября 1880, Вена, Австрия — 12 декабря 1966, Нью-Йорк, США) — австрийский пловец, двукратный призёр летних Олимпийских игр 1900.
На Играх Руберль участвовал в трёх плавательных дисциплинах. В заплыве на 200 м с препятствиями он занял второе место в полуфинале и четвёртое в финале. В гонке на 200 м вольным стилем он выиграл полуфинал и занял третью позицию в заключительной гонке, получив бронзовую медаль. В 200 м на спине он снова начал с победы в полуфинале, и a финальном заплыве Руберль занял второе место, получив ещё серебряную медаль.